# Jonathan Félisaz
Jonathan Félisaz (* 26. Oktober 1985 in Chamonix) ist ein ehemaliger französischer Skisportler, der überwiegend in der Nordischen Kombination sowie im Skispringen, aber auch im Skilanglauf und als alpiner Skirennläufer startete.

## Werdegang
Félisaz lebt in seinem Geburtsort Chamonix und startete für den Verein Argentière Chamonix an. Im Dezember 2002 startete er in Klingenthal erstmals international und bestritt je zwei FIS-Wettbewerbe in der Nordischen Kombination und im Skispringen. Im Gundersen-Einzel erreichte er dabei Rang 28. Skispringen landete er nur auf hinteren Plätzen. Bei den Nordischen Junioren-Skiweltmeisterschaften 2003 in Sollefteå startete er trotz dieses Erfolgs nur im Skispringen. Im Einzel kam er jedoch nicht über Rang 61 hinaus. Auch mit der Mannschaft landete er nur auf Rang 12.
Im März 2003 bestritt Félisaz mit minderem Erfolg zwei Junioren-Wettbewerbe in Planica. Am 21. Dezember 2003 bestritt er in Ruhpolding seinen ersten Wettbewerb B-Weltcup. Mit Rang 53 blieb er jedoch hinter den Erwartungen zurück und blieb daher auch weiter im Junioren-Bereich und startete bei unterklassigen FIS-Wettbewerben der Nordischen Kombination. Bei den Nordischen Junioren-Skiweltmeisterschaften 2004 in Stryn konnte Félisaz im Gundersen-Einzel Rang 12 und damit eine deutliche Steigerung zu 2003 erreichen. Mit der Mannschaft landete er im Teamwettbewerb auf dem sechsten Rang. Im Sprint reichte es für ihn nur zu Rang 30. In den Skisprung-Wettbewerben ging er nicht an den Start.
Beim Sommer-Grand-Prix 2004 in Kandersteg verpasste Félisaz als 32. nur knapp seine erste Punkteplatzierung in einem A-Klasse-Rennen. Daraufhin erhielt er auch zum Start der Saison 2004/05 keinen festen Startplatz im A- oder B-Kader. Im Februar 2005 gelang ihm in Karpacz seine ersten Punkteplatzierung im B-Weltcup. Im März gelang ihm in Pragelato bei FIS-Rennen zweimal der Sprung aufs Podium. Bei den Nordischen Junioren-Skiweltmeisterschaften 2005 in Rovaniemi startete er nur im Sprint und erreichte den 28. Platz.
Die folgenden zwei Jahre startete der Franzose vor allem im B-Weltcup, wo er mehrfach unter die besten zehn kam und im Val di Fiemme Anfang 2007 einmal Dritter wurde. Im Februar 2005 und 2006 startete er zwischenzeitlich im Rahmen des FIS-Cup als Spezialspringer, konnte sich dort aber nicht durchsetzen. Zwar erreichte er in allen drei Springen die Punkteränge innerhalb der Top 20, jedoch blieben vordere Plätze aus.

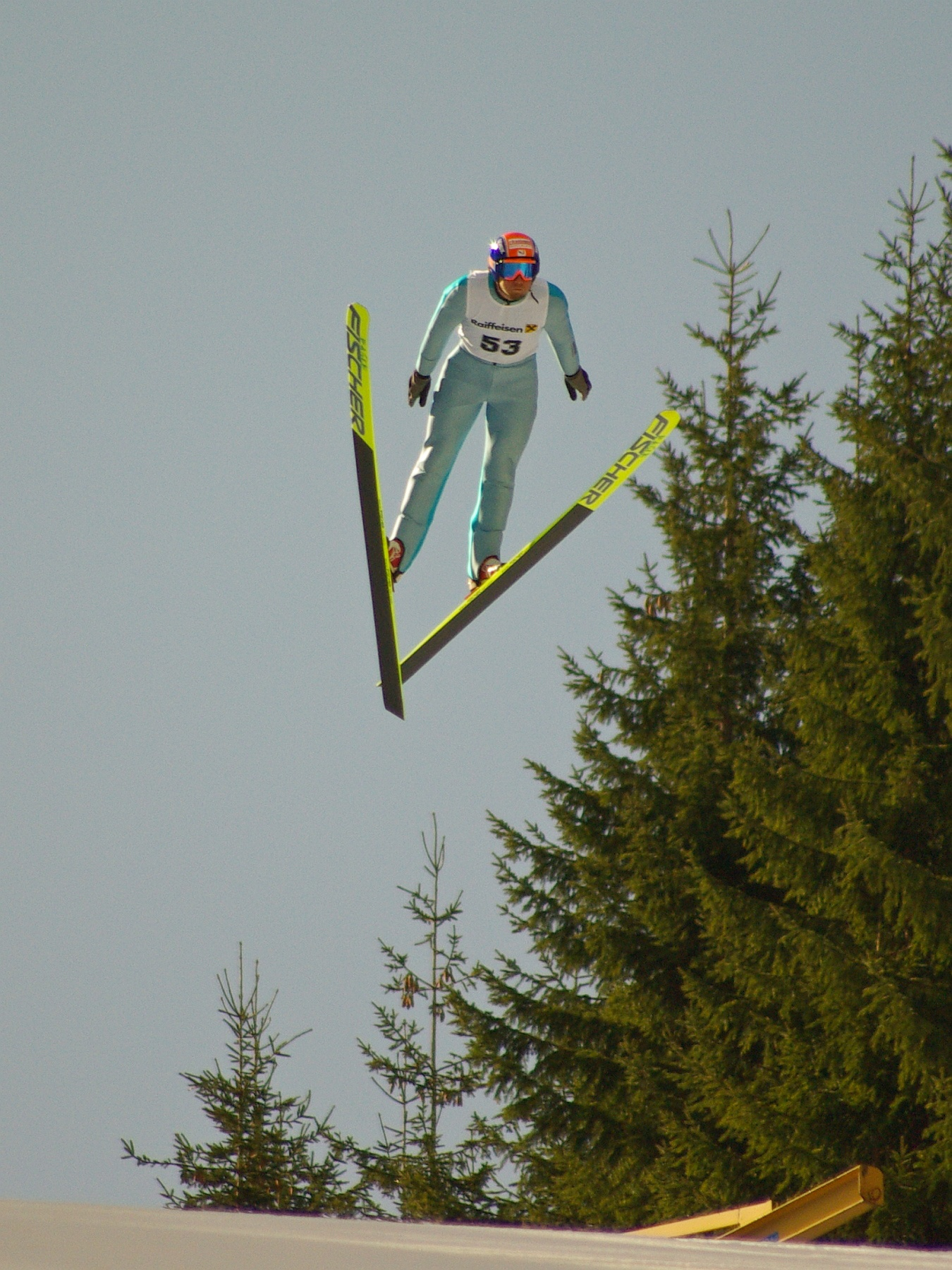
Jonathan Félisaz im März 2008

Am 30. November 2007 startete Félisaz in Kuusamo erstmals im Weltcup der Nordischen Kombination und wurde 35. im Gundersen-Rennen. Wenig später gewann er in Ramsau am Dachstein als 28. eines Massenstarts erstmals Punkte. Obwohl er auch im zweiten Rennen erneut in die Punkte kam, blieb er auch weiter im B-Kader im Rahmen des B-Weltcups. Erst zur Saison 2008/09 wechselte er fest in den A-Nationalkader. Im Januar 2009 erhielt er auch erstmals einen Startplatz in der Französischen Staffel beim Teamweltcup und landete mit der Mannschaft auf Anhieb auf dem fünften Rang. Am 31. Januar konnte er in Chaux-Neuve als 13. sein bis dahin bestes Einzelergebnis erzielen. Auch im zweiten Wettbewerb landete er als 14. auf einem guten Top-20-Platz. Bei der Nordischen Skiweltmeisterschaft 2009 in Liberec kam Félisaz im Massenstart auf Rang 32, bevor er im Einzel von der Normalschanze auf Rang 40 landete.
Gemeinsam mit Alexandre Mabboux, Braud und Vincent Descombes Sevoie gewann Félisaz bei den Französischen Meisterschaften im Skispringen 2009 als Team Mont Blanc I den Titel im Mannschaftsspringen, im Einzelwettbewerb wurde er Siebter. Kurz darauf beendete er die erfolgreichste Weltcup-Saison seiner Laufbahn auf Platz 41 der Weltcup-Gesamtwertung.
Beim Sommer-Grand-Prix 2009 gelang Félisaz in Hinterzarten und im Val di Fiemme zweimal als Zweiter der Sprung aufs Podium. Auch in Oberstdorf und Einsiedeln konnte er sich gut platzieren und beendete den Grand Prix auf dem Gesamtrang zwei. Zur Weltcup-Saison 2009/10 gelang es Félisaz nicht, an die guten Leistungen aus dem Sommer anzuknüpfen. Oft verpasste er in der ersten Saisonhälfte die Weltcup-Punkte. Trotz ausbleibender vorderer Platzierungen gehörte er zum Kader für die Olympischen Winterspiele 2010 in Vancouver. Dort gelang ihm im Einzelwettbewerb der 30. Platz. Drei Wochen vor den Spielen stand Félisaz gemeinsam mit der Mannschaft beim Teamweltcup als Zweiter zum ersten und einzigen Mal in seiner Karriere bei einem Weltcup auf dem Podium.
Nach den Olympischen Spielen wechselte Félisaz wieder in den B-Weltcup, der ab dieser Saison offiziell als Continental Cup bezeichnet wurde. Jedoch gelang es ihm weder dort noch bei seinen zahlreichen Weltcup-Auftritten sich zu etablieren. Daraufhin beendete er seine aktive Karriere 2011.

## Erfolge

### Weltcup-Statistik
Die Tabelle zeigt die erreichten Platzierungen im Einzelnen.
- Platz 1.–3.: Anzahl der Podiumsplatzierungen
- Top 10: Anzahl der Platzierungen unter den ersten zehn
- Punkteränge: Anzahl der Platzierungen innerhalb der Punkteränge
- Starts: Anzahl gelaufener Rennen in der jeweiligen Disziplin

| Platzierung         | Einzel a | Sprint | Massenstart | Team   | Team    | Gesamt |
| Platzierung         | Einzel a | Sprint | Massenstart | Sprint | Staffel | Gesamt |
| ------------------- | -------- | ------ | ----------- | ------ | ------- | ------ |
| 1. Platz            |          |        |             |        |         |        |
| 2. Platz            |          |        |             |        | 1       | 1      |
| 3. Platz            |          |        |             |        |         |        |
| Top 10              |          |        |             |        | 2       | 2      |
| Punkteränge         | 14       | 1      | 2           |        | 2       | 19     |
| Starts              | 43       | 3      | 2           |        | 2       | 50     |
| Stand: Karriereende |          |        |             |        |         |        |